# Lago Coghinas
Lago Coghinas – sztuczny zbiornik wodny położony w północnej części Sardynii we Włoszech na terenach prowincji Sassari oraz Olbia-Temipo.

## Geografia
Jezioro ma powierzchnię 17,9 km², oraz objętość około 0,244 km³ przy maksymalnej głębokości 50 m. Zlewnia jeziora wynosi 1900 km² (przy najwyższym punkcie zlewni znajdującym się 1359 m n.p.m.). Jezioro znajduje się na obszarach gmin Tula i Oschiri. Długość linii brzegowej wynosi 60,8 km, natomiast same jezioro znajduje się 164 m n.p.m.

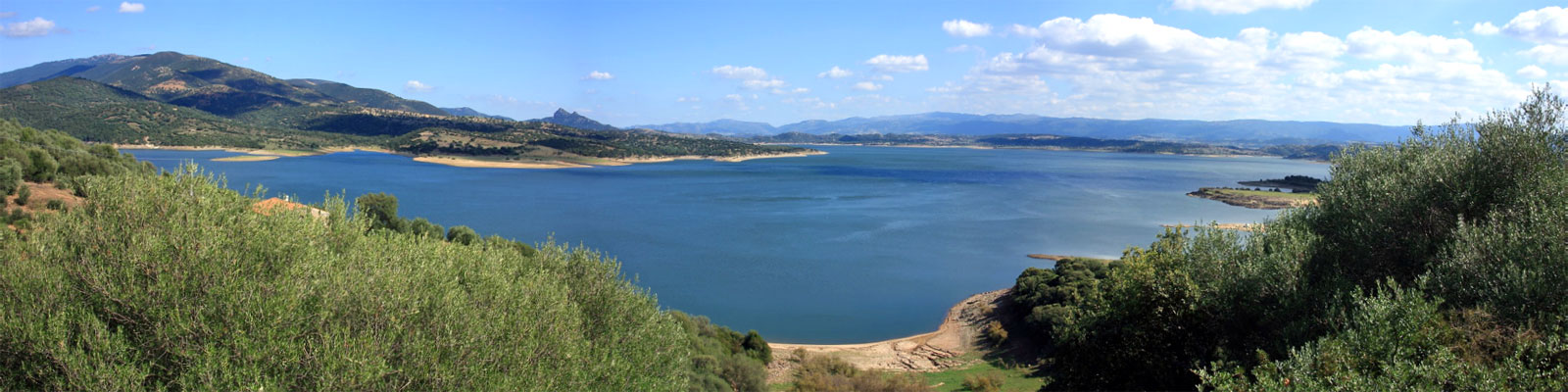
Panorama Lago Coghinas

Temperatura wody nie przekracza 21,5 °C w październiku i 19 °C w maju. Według pomiarów ustalono, że pH wody wynosi od 8,3 do 7,5.

## Historia

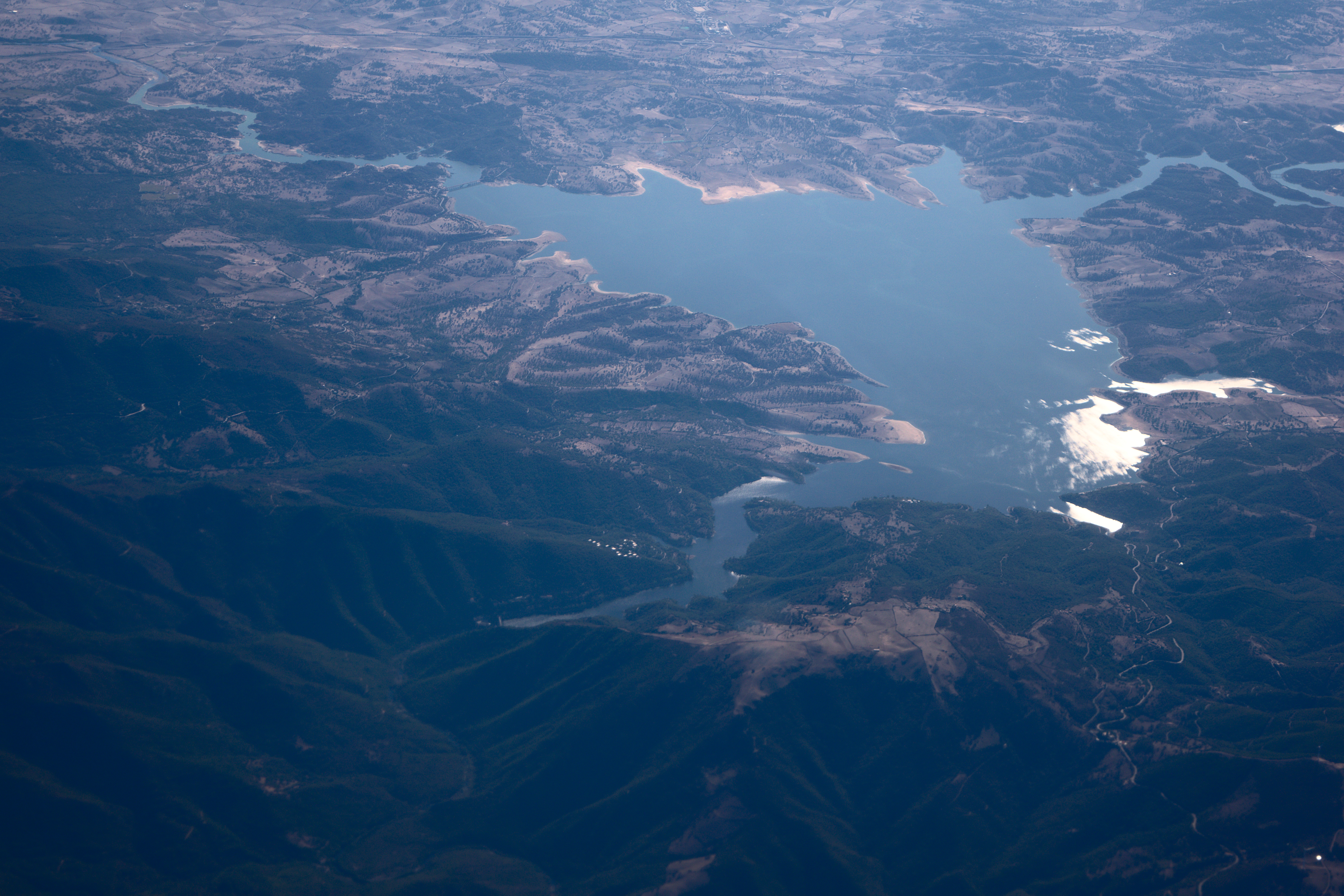
Jezioro widziane z lotu ptaka

Jezioro powstało w 1927 w wyniku utworzenia tamy o rozmiarach 185 m długości i 58 wysokości i spiętrzenia rzeki o tej samej nazwie. Na terenach jezioro można natrafić na skrzemieniałe drewno.

## Fauna i flora
Z ryb zamieszkujących wody jezioro można wymienić takie jak: karp, okoń pospolity, bass słoneczny, bass wielkogębowy koza pospolita, ateryna Boyera, Ictalurus melas, czebaczek amurski czy troć atlantycka.
Z ptaków występujących na terenie jeziora: krzyżówka, fulica czy cyraneczka zwyczajna. Wśród ssaków zamieszkujących okolice jeziora można spotkać lisy, kuny czy króliki jednak głównie należy tu zaliczyć zwierzęta trzymane przez człowieka i będące wypasane u jego brzegów (np. krowy czy owce).
Tereny wokół Lago Coghinas porasta typowa dla tego obszaru roślinność, niemniej można zaznaczyć obecność takich gatunków jak  komosa czerwonawa czy komosa solniskowa.